# لارس بيترسن
لارس بيترسن هو مصور سينمائي دنماركي، ولد في 3 سبتمبر 1965 في هادرسلف ‏ في الدنمارك.

## وصلات خارجية
- لارس بيترسن على موقع أوليمبيديا (الإنجليزية)